# The Daily Graphic

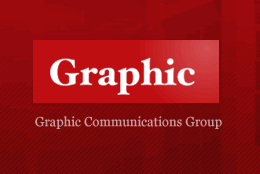
Logo der Graphic Communications Group Limited (GCGL)

The Daily Graphic ist eine englischsprachige ghanaische Tageszeitung und Flaggschiff der von der Graphic Communications Group (GCGL) in Accra herausgebrachten Publikationen. Das Blatt hat eine Auflage von 100.000 Exemplaren und ist damit die auflagenstärkste Zeitung in Ghana. Sie erscheint sechsmal die Woche. Der Verlag wurde 1950 unter der Führung des Londoner Daily Mirror gegründet. Während der Militärregierung von Jerry Rawlings wurde die Zeitung kurzfristig in People's Daily Graphic umbenannt.
1962 übernahm die Regierung von Ghana den Zeitungsverlag, zu dem mittlerweile außer dem Daily Graphic auch The Mirror, Graphic Sports, Graphic Showbiz, Junior  Graphic, Graphic Advertiser, Graphic Business and Nsɛmpa gehören. Nach der Übernahme wurde die Firma später im Jahr 1965 in eine Körperschaft des öffentlichen Rechts umgewandelt, an dem der Staat 100 % Anteile hält.
Im Laufe der Zeit hat das Unternehmen die moderne Drucktechnik eingeführt. Es war das erste Unternehmen, das Rollenoffset- und Fotoschriftsatz in Ghana einführte. Die Zeitung hat jetzt ein computergestütztes Redaktionssystem und die modernste Druckerei in Ghana.
Etliche Journalisten der Zeitung sind bereits mehrmals mit dem Journalist of the Year Award ausgezeichnet worden, einmalig für Ghana. 2005 hat das Unternehmen auch die renommierte GJA-Auszeichnung für Zeitungen für die Herstellung mit den besten Designs und Layouts erhalten.
Neben der Hauptredaktion in der Hauptstadt Accra gibt es verschiedene Regionalbüros.